# Diocèse de Mâcon
Le diocèse de Mâcon (en latin : Dioecesis Matisconensis) est un ancien diocèse de l'Église catholique en France.
Érigé au IVe siècle, il est un des diocèses historiques de Bourgogne. Il est suffragant de l'archidiocèse métropolitain de Lyon et relève de la province ecclésiastique de Lyon. Supprimé par la constitution civile du clergé de 1790, il n'est pas rétabli à la suite du concordat de 1801. Depuis 1853, l'évêque diocésain d'Autun relève le titre d'évêque de Mâcon. Mgr Benoît Rivière, évêque diocésain d'Autun depuis 2006, est ainsi l'actuel évêque de Mâcon.

## Histoire
Par la constitution civile du clergé, décrétée le 12 juillet 1790, l'Assemblée nationale constituante supprime l'évêché de Mâcon et celui de Chalon-sur-Saône. Elle maintient celui d'Autun dont elle fait le siège du diocèse du département de Saône-et-Loire. Bien que sanctionnée par le roi Louis XVI le 24 août 1790, la constitution civile du clergé n'est pas reconnue par le pape Pie VI.
À la suite du concordat de 1801, le diocèse de Mâcon n'est pas rétabli : par la bulle Qui Christi Domini du 29 novembre 1801, le pape Pie VII confirme la suppression de l'évêché de Mâcon et la répartition du territoire de l'ancien diocèse entre celui d'Autun et l'archidiocèse de Lyon.
Le 19 juillet 1853, l'évêque d'Autun est autorisé à joindre à son titre celui d'évêque de Mâcon.

## Territoire
En 1789, le diocèse de Mâcon confinait : au nord, avec celui de Chalon ; à l'est et au sud avec l'archidiocèse de Lyon ; et, à l'ouest, avec le diocèse d'Autun. Il était divisé en six archiprêtrés et comprenait deux cent quarante-quatre paroisses, annexes ou succursales, plus huit paroisses qui ne dépendaient d'aucun archiprêtré.
À l'intérieur de ce territoire était implantée l'abbaye Saint-Pierre et Saint-Paul de Cluny.

## Évêques de Mâcon
La liste des évêques de Mâcon compte deux cardinaux — Philibert Hugonet et Charles de Hémard de Denonville — et deux futurs cardinaux — Jean Le Jeune et Claude de Longwy de Givry.

## Conciles de Mâcon
Plusieurs conciles se sont tenus à Mâcon sous le saint roi Gontran, en particulier le fameux concile de 585, où selon saint Grégoire de Tours, un évêque, en marge des débats a demandé si le mot « homme » pouvait éventuellement désigner une femme. Le concile unanime a répondu oui à cette question. Quelques évêques ont cité l’expression évangélique « le fils de l’homme » ou le mot « homme » désigne la Vierge Marie.
Ce débat, situé à un des rares moments de l’histoire de France où une femme exerçait des fonctions politiques au niveau suprême (la reine Brunehilde), a pourtant servi de prétexte à la légende d’un débat imaginaire pour « savoir si les femmes avaient une âme ». Et cette légende a la vie dure puisque Michel Rocard l’a portée à l’assemblée nationale.